# Софора
Софо́ра (лат. Sophóra) — род небольших деревьев и кустарников семейства бобовые (Fabaceae).

## Распространение
Виды этого рода произрастают в Юго-Восточной Европе, Южной Азии, в Австралии, на островах Тихого океана и на востоке Южной Америки.
В Новой Зеландии произрастает ряд видов софоры, объединяемых под общим названием «Kowhai». Это восемь видов:
Sophora chathamica,
Sophora fulvida,
Sophora godleyi,
Sophora longicarinata,
Sophora microphylla,
Sophora molloyi,
Sophora prostrata,
Sophora tetraptera, из которых вид Sophora microphylla распространён больше всего.
Sophora toromiro прежде был широко распространенным деревом в лесах на востоке острова Пасхи. Дерево пало жертвой вырубки лесов на острове до XVIII века и после этого стало вымирающим видом. Сейчас дерево повторно внедряется на острове в ходе научного проекта, частично сопровождаемом Королевскими ботаническими садами в Кью и ботаническим садом Гётеборга, где оставшиеся только там растения начали размножаться с 1960 года из экземпляров, собранных Туром Хейердалом.
Sophora macrocarpa — небольшое дерево, распространенное в Чилийском маторрале.
В бывшем СССР род софора представлен 3 травянистыми видами, произрастающими на юге Западной Сибири, Средней Азии и в Восточной Сибири, а также на территории Монголии и Китая. Это софора лисохвостная, софора желтоватая и софора толстоплодная. Все они являются злостными сорняками и распространяются с невероятной быстротой, осваивая все новые территории. На Алтай они могут проникать, как со стороны Казахстана, так и с Монголии и Китая.
Все три вида относятся к ядовитым растениям и содержат алкалоиды от 2,5 до 3 %, основной из них — пахикарпин.
Софоры — вредные и опасные сорняки. Мука из зерна, засоренного семенами софоры, становится ядовитой (Землинский, 1958).

## Таксономия
Род прежде был более обширным, включал многие другие виды, включенные теперь в другие рода, такие как Styphnolobium, отличающийся недостаточной азотфиксацией бактерий на корнях и Calia. Род Styphnolobium имеет галактоманнаны в качестве резервных полисахаридов, в отличие от рода Софора (Sophora), содержащего арабино-галактаны, и рода Calia, содержащего амилоиды.
По информации базы данных The Plant List, род включает 61 вид:
- Sophora affinis Torr. & A.Gray
- Sophora albescens (Rehder) C.Y.Ma
- Sophora albo-petiolulata Leonard
- Sophora alopecuroides L. — Софора лисохвостная
- Sophora arizonica S.Watson
- Sophora bakeri Prain
- Sophora benthamii Steenis
- Sophora brachygyna C.Y.Ma

Styphnolobium japonicum (L.)Schott
- Sophora chrysophylla (Salisb.) Seem. — Софора золотистолистная
- Sophora conzattii Standl.
- Sophora davidii (Franch.) Pavol.
- Sophora denudata Bory
- Sophora dunnii Craib
- Sophora exigua Craib
- Sophora fernandeziana (Phil.) Skottsb.
- Sophora flavescens Aiton — Софора желтоватая
- Sophora franchetiana Dunn
- Sophora fraseri Benth.
- Sophora gibbosa (DC.)  Yakovlev
- Sophora gypsophila B.L.Turner & A.M.Powell
- Sophora howinsula (W.R.B.Oliv.) P.S.Green
- Sophora inhambanensis Klotzsch
- Sophora interrupta Bedd.
- Sophora jaubertii Spach
- Sophora koreensis Nakai
- Sophora lanaiensis (Chock) O.Deg. & I.Deg.
- Sophora leachiana M.Peck
- Sophora lehmanni (Bunge)  Yakovlev
- Sophora linearifolia Griseb.
- Sophora longipes Merr.
- Sophora macnabiana (Graham) Skottsb.
- Sophora macrocarpa Sm.
- Sophora masafuerana (Phil.) Skottsb.
- Sophora microcarpa C.Y.Ma
- Sophora microphylla Aiton — Софора мелколистная
- Sophora mollis (Royle) Baker
- Sophora moorcroftiana (Benth.) Baker
- Sophora nuttalliana B.L.Turner
- Sophora pachycarpa C.A.Mey. — Софора толстоплодная
- Sophora polyphylla Urb.
- Sophora praetorulosa Chun & T.Chen
- Sophora prazeri Prain
- Sophora prostrata Buchanan
- Sophora purpusii Brandegee
- Sophora rhynchocarpa Griseb.
- Sophora rubriflora P.C.Tsoong
- Sophora saxicola Proctor
- Sophora secundiflora (Ortega) DC.
- Sophora songorica Schrenk
- Sophora stenophylla A.Gray
- Sophora tetraptera J.F.Mill. — Софора четырёхкрылая
- Sophora tomentosa L.
- Sophora tonkinensis Gagnep.
- Sophora toromiro Skottsb.
- Sophora unifoliata (Rock) O.Deg. & Sherff
- Sophora velutina Lindl.
- Sophora wightii Baker
- Sophora xanthantha C.Y.Ma
- Sophora xanthoantha C.Y.Ma
- Sophora yunnanensis C.Y.Ma
- Sophora zeylanica Trimen

### Филогенез
Кладограмма:

|  | sectio Wightia                                              |
|  |                                                             |
|  | \| \| Pseudosophora \| \| \| \| \| \| Edwardsia \| \| \| \| |
|  |                                                             |
|  | Pseudosophora                                               |
|  |                                                             |
|  | Edwardsia                                                   |
|  |                                                             |

|  | Pseudosophora |
|  |               |
|  | Edwardsia     |
|  |               |

## Химический состав
В растениях этого рода содержится маакиаин — флавоноид из группы птерокарпанов, обладающий фунгицидными свойствами.

## Значение и применение

### В медицине
В медицине используются листья, цветковые почки (бутоны), плоды и семена.
Листья содержат алкалоид цитизин. Бутоны и плоды содержат рутин (8—30 %), кверцетин, софорафлавонолозид, софорикозид, софорабиозид, D-маакиаин гликозид, DL-маакиан. Семена содержат жирные масла, линолевую кислоту.